# Žaškovské sedlo
Žaškovské sedlo (też: sedlo Na vrch, pol. Przełęcz Żaszkowska, ok. 730 m n.p.m.) – szeroka przełęcz w północnej części Wielkiej Fatry, tzw. Szypskiej Fatrze, na Słowacji.

## Położenie
Przełęcz rozdziela dwa masywy Szypskiej Fatry: położony w widłach Wagu i Orawy masyw Šípu (1169 m) od leżącego bardziej na południe i wschód masywu Ostrégo (1067 m) i Havrana. Na południowy zachód spod przełęczy opada krótka (ok. 2 km), niezalesiona Škútova dolina, którą spływa nikły Škútovy potok (dopływ Wagu). Na północno-wschodnich stokach przełęczy ma źródłowe cieki Žaškovský potok (dopływ Orawy).

## Geologia – morfologia
Pomimo iż opadająca spod przełęczy Škútova dolina wycięta jest już w wapieniach tzw. płaszczowiny kriżniańskiej, samo siodło przełęczy tworzą jeszcze triasowe skały tzw. płaszczowiny choczańskiej. W przełęczy i w jej bezpośredniej bliskości wychodzą na powierzchnię silnie krasowiejące skały węglanowe. W siodle jest widocznych kilka lejków krasowych, natomiast na północnym stoku przełęczy, nad Žaškovem, znajduje się kilka niewielkich jaskiń krasowych.

## Przyroda ożywiona
Przełęcz pokryta jest suchymi łąkami, porośniętymi kępami jałowca. Przez przełęcz biegnie wschodnia granica pasma ochronnego Parku Narodowego Mała Fatra.

## Znaczenie komunikacyjne
Przełęcz od dawna używana jest przez miejscową ludność jako przejście z Žaškova do Stankovian. Biegnie przez nią stara droga wozowa. Rozważana jest obecnie (2008 r., jako jeden z wariantów) możliwość budowy nowej drogi ekspresowej z Dolnego Kubina do doliny Wagu z wykorzystaniem tunelu pod przełęczą Žaškovské sedlo (w celu ominięcia przełomowego odcinka doliny Orawy nad Królewianami).

## Turystyka
Ze Stankovan w górę Škútovej doliny biegnie żółto znakowany szlak turystyczny, który nie dochodząc do siodła przełęczy skręca na północ, na Šíp.